# Meilhac
Meilhac település Franciaországban, Haute-Vienne megyében. Lakosainak száma 526 fő (2022. január 1.). Meilhac Burgnac, Flavignac, Jourgnac, Lavignac és Nexon községekkel határos.

## Népesség
A település népességének változása:
| Lakosok száma | 513  | 530  | 534  | 529  | 529  | 527  | 522  | 522  | 526  |
|               | 2013 | 2015 | 2016 | 2017 | 2018 | 2019 | 2020 | 2021 | 2022 |